# Hydractinia tenuis
Hydractinia tenuis is een hydroïdpoliep uit de familie Hydractiniidae. De poliep komt uit het geslacht Hydractinia. Hydractinia tenuis werd voor het eerst wetenschappelijk gepubliceerd door Browne in 1902. 